# لوسین فور
لوسین فور (به انگلیسی: Lucien Febvre); تاریخ‌نگار، استاد، و نویسنده اهل فرانسه و به همراه مارک بلوک از مؤسسین مکتب آنال طی قرن بیستم میلادی بود.
وی همچنین برندهٔ جوایزی همچون لژیون دونور (شوالیه)، لژیون دونور (فرمانده)، و لژیون دونور (افسر) شده‌است.